# Jamaree Caldwell
Jamaree Caldwell (Newberry, 30 agosto 2000) è un giocatore di football americano statunitense che milita nel ruolo di defensive tackle per i Los Angeles Chargers della National Football League (NFL).

## Carriera universitaria

### Independence CC
Nella sua unica stagione all'Independence Community College nel 2021, Caldwell disputò 4 partite, mettendo a segno 7 tackle e un sack.

### Houston
Nel 2022 Caldwell passò a giocare con gli Houston Cougars. Nella sua prima stagione fece registrare 12 tackle e 2 sack. Nel 2023 totalizzò 27 tackle e 6,5 sack, venendo inserito nella seconda formazione ideale della Big 12 Conference. A fine anno optò per cambiare nuovamente istituto.

### Oregon
Nel 2024 Caldwell si trasferì a giocare per gli Oregon Ducks. Nella sua unica stagione con la squadra mise a segno 29 tackle, 3 passaggi deviati e un fumble forzato. A fine anno decise di passare tra i professionisti.

## Carriera professionistica

### Los Angeles Chargers
Caldwell fu scelto nel corso del terzo giro (86º assoluto) del Draft NFL 2025 dai Los Angeles Chargers.